# Desigualtats en salut
Les desigualtats en salut son desigualtats socials entre classes o grups sociològics, dins d'un país o entre països en el camp de la salut. Se'n troben a l'àmbit social, econòmic, educatiu, demogràfic o geogràfic. Resumint molt fort, tots els estudis confirmen en qualsevol malaltia: «com menys nivell socioeconòmic, pitjor salut». L'Organització Mundial de la Salut estableix com a prioritat el desenvolupament de polítiques, programes, objectius i accions específiques que permeten avançar cap a l'equitat en salut per a tothom, independentment del seu estatus social i econòmic.
El concepte surt de l'informe The Black Report, desenvolupat des de 1977 per un grup de treball sota la direcció de Douglas Black, president del Royal College of Physicians (Gremi reial dels metges). Malgrat una seguretat social concebuda com a universal, el grup va trobar que hi havia diferències en les taxes de mortalitat entre els grups socials. Grups socials més baixos patien taxes de mortalitat més altes. L'informe també va trobar desigualtats en l'accés als serveis de salut, en particular els serveis de prevenció, amb baixes taxes de participació per part de les classes obreres. L'informe va recomanar una major intervenció i despesa pública en salut comunitària i atenció primària, però també en una política social més àmplia, com ara: augmentar el benestar infantil, millorar l'habitatge i concloure convenis amb els sindicats per millorar les condicions laborals. Quan es va publicar el 1980, hi havia hagut un canvi de govern i els conservadors dirigits per Margaret Thatcher no van acceptar ni van recolzar les recomanacions en preferir una política de retallades dels beneficis socials.
S'estima que un 80% dels determinants de la salut són fora del sistema sanitari curatiu estrictament parlant: qualitat de l'habitatge, higiene, costums alimentaris, estil de vida, ingressos, nivell de formació, integració social… Eliminar aquestes diferències necessita una política d'igualtat d'oportunitats. Al Regne Unit es parla sovint del Servei de salut com una «loteria de codi postal» (postcode lottery). Una situació que trenta-set anys després del The Black Report no havia canviat gaire. Les actuacions per reduir les desigualtats en salut beneficien la societat de moltes maneres, i redueixen la càrrega de la malaltia i els costos econòmics que s'hi associen, i fa augmentar el benestar de la població.
S'ha criticat la visió de molts governs que en la política de salut tenen una mirada que posi l’accent en els factors personals com l'estil de vida i l'habitatge. Obvien, com ho observa Joan Benach, el biaix de la ideologia liberal que pretén que la llibertat és «fer allò que volem», quan moltes persones no fan allò que volen sinó allò que poden. Menjar sa o ecològic, tenir un habitatge tranquil i sa, per exemple, sovint són privilegis de qui en té els mitjans econòmics. Quan s'analitzen les causes de les desigualtats sovint hi ha un biaix ideològic. El factor de risc de fumar, per exemple, es veu com un problema senzill de responsabilitat individual o es veu com un problema multifactorial en el qual influeixen també el poder econòmic de les multinacionals del tabac, del màrqueting, les subvencions públiques al cultiu de tabac… El 1999, David Gordon del Centre Townsend de Recerca sobre la Pobresa de la Universitat de Bristol va difondre els seus «Deu consells alternatius per mantenir-se en bona salut» (An Alternative Ten Tips for Staying Healthy) un text irònic amb consells com ara: «Evita de ser pobre. Si pots, atura de ser pobre com més aviat millor», «No acceptis una feina manual mal pagada amb molt d'estrès», «No tinguis pares pobres», «Aprèn a omplir complexos formularis sobre ajudes socials abans de ser desnonat o perdre la feina»…

## Desigualtat en salut als Països Catalans
A Espanya, es va trigar fins al principi del segle xxi per tenir els primers estudis de les desigualtats socials en salut. A Catalunya, la Fundació Bofill va publicar el 2005 un estudi pioner Evolució de les desigualtats en la salut a Catalunya. El 2010 es va crear a nivell de l'Estat espanyol la Comissió per Minvar les Desigualtats en Salut a Espanya que va publicar l'informe Avanzando hacia la equidad (Endavant cap a l'equitat). Aquests informes denunciaven la inequitat social i apel·laven les institucions públiques a actuar. A la Universitat Pompeu Fabra s'ha creat el Grup de Recerca en Desigualtats en Salut en col·laboració amb la Universitat Johns Hopkins, dirigit per Joan Benach.
L'Observatori Valencià de Salut va publicar el primer informe Desigualtats en salut a la Comunitat Valenciana el desembre de 2018. S'hi va observar, entre d'altres, una variabilitat en l'esperança de vida en funció del lloc de residència, dins de les ciutats i entre les diferents comarques. També hi ha desigualtats que no depenen de l'estatus social, com per exemple la mort per accidents de trànsit que toca quasi cinc vegades més els homes que les dones. Factors com un nivell baix d'estudis o de renda, desocupació, jubilació o el fet de pertànyer a classes socials més desfavorides incrementen el risc de patir una mala salut mental. Com en altres estudis es conclou que per minvar la desigualtat no només calen bons serveis de salut accessibles per a tots, però que són igualment importants «una educació de qualitat des de la primera infància, treballs i salaris adequats, prestacions de protecció de la desocupació, prestacions per a la dependència i pensions mínimes dignes» així com habitatges i barris sans i hàbits saludables.
A les Illes Balears des del març de 2020 hi ha un Observatori de desigualtats en salut. És encarregat d'anàlisi de les principals desigualtats que afecten les persones, en funció del sexe, l'edat i el lloc de residència.Ha d'estudiar els determinants socials amb impacte en la salut com ara l'exposició a contaminació ambiental o d'aigües, l'accés a transport públic, a serveis de salut o a alimentació saludable, i també el condicionament de l'entorn i el mobiliari urbà a l'hora de fer exercici físic.